# Bárboles
Bárboles és un municipi d'Aragó situat a la província de Saragossa i enquadrat a la comarca del Ribera Alta de l'Ebre.